# 刘芸 (川剧演员)
刘芸（1948年—），四川成都人，中国川剧表演艺术家，成都市川剧研究院一级演员，中国戏剧梅花奖二度梅获得者。